# João Jorge III, Eleitor da Saxônia
João Jorge III (Dresden, 20 de julho de 1647 — Tubinga, 12 de setembro de 1691) foi Príncipe-eleitor da Saxônia de 1680 até sua morte. Era filho do príncipe-eleitor João Jorge II da Saxônia e de sua esposa,  Madalena Sibila de Brandemburgo-Bayreuth.

## Biografia
Nasceu em 1647 e morreu em 1691. Foi príncipe-eleitor da Saxônia, conde palatino da Saxônia, e marquês da Mísnia desde 1680.
Casou em 1666 com a princesa Ana Sofia da Dinamarca, filha de Frederico III, rei da Dinamarca.
Foram pais de:
- 1 - João Jorge IV, nascido em Dresden em 1668 e morto em 17 de abril de 1694), príncipe eleitor da Saxônia e conde palatino da Saxônia, da Mísnia desde 1691.  Casou-se em Lípsia, em 1692, com a princesa Leonor (1662-1696) filha de João Jorge I de Saxe-Eisenach.
- 2 - Augusto II rei da Polônia, nascido em Dresden em 22 de maio de 1670 e morto em 1º de fevereiro de 1733 em Varsóvia), apelidado O forte. Príncipe eleitor da Saxônia, conde palatino da Saxônia, marquês da Mísnia em 1694, rei da Polônia de 1697 a 1706 e em 1709.